# ريكس إنغرام (ممثل)
ريكس إنغرام (بالإنجليزية: Rex Ingram)‏ مواليد 20 أكتوبر 1895 في القاهرة، الولايات المتحدة - الوفاة 19 سبتمبر 1969 في لوس أنجلوس، هو ممثل أمريكي بدأ مسيرته الفنية سنة 1918. امتدت مسيرته الفنية لأكثر من 51 عاما.

## الأعمال
- الوصايا العشر
- الريشات الأربع
- لص بغداد
- حديث المدينة
- أرض الله الصغيرة
- إلمر جانتري
- ذا ريفلمان
- غان سموك

## روابط خارجية
- ريكس إنغرام على موقع IMDb (الإنجليزية)
- ريكس إنغرام على موقع ألو سيني (الفرنسية)
- ريكس إنغرام على موقع ميوزك برينز (الإنجليزية)
- ريكس إنغرام على موقع أول موفي (الإنجليزية)
- ريكس إنغرام على موقع قاعدة بيانات برودواي على الإنترنت (الإنجليزية)
- ريكس إنغرام على موقع قاعدة بيانات الأفلام السويدية (السويدية)
- ريكس إنغرام على موقع قاعدة بيانات الفيلم (الإنجليزية)
- ريكس إنغرام على موقع كينوبويسك (الروسية)